# Torta Ostiglia
La Torta Ostiglia és un pastís típic de la cuina italiana, molt popular a la ciutat d'Ostiglia, població natal de Corneli Nepot. Va ser creada a inicis del segle XX al local denominat pasticcere Cesare Gamba, la creació va ser inspirada en un altre dolç tradicional mantuvà, la torta Helvetia, sobre la qual es va fer modificacions que han generat un gust característic. S'elabora a base d'ou i la seva realització se emparenta amb el Zabaione.